# Mathias Olesen
Mathias Flaga Olesen (* 21. března 2001) je lucemburský profesionální fotbalista, který hraje na pozici záložníka za německý klub 1. FC Köln. Narodil se v Dánsku, ale hraje za lucemburský národní tým.

## Reprezentační kariéra
Olesen debutoval v reprezentaci Lucemburska 11. listopadu 2021 v zápase proti Ázerbájdžánu.

## Osobní život
Olesen se narodil v Dánsku a v roce 2007 se s rodinou přestěhoval do Lucemburska, protože jeho otec tam získal práci v investičním průmyslu. Olesen navštěvoval Euroškolu v Lucemburku.

## Reprezentační góly
Skóre a výsledky Lucemburska jsou vždy zapsány jako první. Góly Mathiase Olesena jsou zvýrazněny.
| Gól | Datum              | Místo                                       | Soupeř              | Skóre | Výsledek | Soutěž                                            |
| --- | ------------------ | ------------------------------------------- | ------------------- | ----- | -------- | ------------------------------------------------- |
| 1.  | 16. listopadu 2023 | Stade de Luxembourg, Lucemburk, Lucembursko | Bosna a Hercegovina | 1:0   | 4:1      | Kvalifikace na Mistrovství Evropy ve fotbale 2024 |